# Ciclisme als Jocs Olímpics d'estiu de 2008
La competició de ciclisme dels Jocs Olímpics d'Estiu 2008 estava formada per quatre disciplines esportives: el BMX, el ciclisme de muntanya, el ciclisme en ruta i el ciclisme en pista. El ciclisme de muntanya i el BMX comptaven amb dues proves cadascun (masculí i femení); el ciclisme en ruta amb dues proves per cada gènere i el ciclisme en pista amb set per a homes i 3 per a dones fent un total de 18 proves.
Les proves de ciclisme en ruta es realitzaren el 9 i 10 d'agost en un circuit que recorraguè llocs emblemàtics de Pequín com el Temple del Cel, el Gran Saló del Poble, la Plaça de Tiananmen i l'Estadi Nacional abans d'arribar a Badaling, a la Gran Muralla Xinesa. Posteriorment, el 13 d'agost, tingueren lloc les proves de contrarellotge individual. Aquell mateix dia s'iniciaren les proves de ciclisme en pista, que es disputaran al Velòdrom de Laoshan fins al 19 d'agost. Els dies 20 i 21 d'agost, el BMX debutarà en uns Jocs Olímpics, amb les proves que es realitzaran al circuit de Laoshan. Finalment, el 22 i el 23 d'agost es realitzaran les proves de ciclisme de muntanya a la pista de ciclisme de Laoshan.

## Resultats

### BMX
| Prova         | Or                     | Plata                 | Bronze         |
| Homes detalls | Maris Strombergs       | Mike Day              | Donny Robinson |
| Dones detalls | Anne-Caroline Chausson | Laetitia le Corguille | Jill Kintner   |

### Ciclisme de muntanya
| Prova         | Or             | Plata                  | Bronze           |
| Homes detalls | Julien Absalon | Jean-Christophe Peraud | Nino Schurter    |
| Dones detalls | Sabine Spitz   | Maja Wloszczowska      | Irina Kaléntieva |

### Ciclisme en pista masculí
| Prova                         | Or                                                                       | Plata | Bronze                                                                                      |
| Velocitat individual detalls  | Chris Hoy                                                                | Jason Kenny | Mickaël Bourgain                                                                            |
| Velocitat per equips detalls  | Regne Unit · Chris Hoy · Jason Kenny · Jamie Staff                       | França · Gregory Bauge · Kévin Sireau · Arnaud Tournant · Mickaël Bourgain (q)                                           | Alemanya · Rene Enders · Maximilian Levy · Stefan Nimke                                     |
| Persecució individual detalls | Bradley Wiggins                                                          | Hayden Roulston | Steven Burke                                                                                |
| Persecució per equips detalls | Regne Unit · Ed Clancy · Paul Manning · Geraint Thomas · Bradley Wiggins | Dinamarca · Alex Nicki Rasmussen · Michael Moerkoev · Casper Jorgensen · Jens-Erik Madsen · Michael Færk Christensen (q) | Nova Zelanda · Sam Bewley · Jesse Sergent · Hayden Roulston · Marc Ryan · Westley Gough (q) |
| Puntuació detalls             | Joan Llaneras                                                            | Roger Kluge | Chris Newton                                                                                |
| Keirin detalls                | Chris Hoy                                                                | Ross Edgar | Kiyofumi Nagai                                                                              |
| Madison detalls               | Argentina · Juan Curuchet · Walter Pérez                                 | Espanya · Joan Llaneras · Antoni Tauler                                                                                  | Rússia · Mikhaïl Ignàtiev · Aleksei Màrkov                                                  |

### Ciclisme en pista femení
| Prova                         | Or                 | Plata             | Bronze            |
| Velocitat individual detalls  | Victoria Pendleton | Anna Meares       | Guo Shuang        |
| Persecució individual detalls | Rebecca Romero     | Wendy Houvenaghel | Léssia Kalitovska |
| Puntuació detalls             | Marianne Vos       | Yoanka González   | Leire Olaberría   |

### Ciclisme en ruta
| Prova                  | Or                | Plata             | Bronze             |
| Prova en ruta detalls  | Samuel Sánchez    | Fabian Cancellara | Aleksandr Kólobnev |
| Prova en ruta detalls  | Nicole Cooke      | Emma Johansson    | Tatiana Guderzo    |
| Contrarellotge detalls | Fabian Cancellara | Gustav Larsson    | Levi Leipheimer    |
| Contrarellotge detalls | Kristin Armstrong | Emma Pooley       | Karin Thuring      |

## Medaller per països de les proves de ciclisme
| Pos.  | País            | Or | Argent | Bronze | Total |
| ----- | --------------- | -- | ------ | ------ | ----- |
| 1     | Regne Unit      | 8  | 4      | 2      | 14    |
| 2     | França          | 2  | 3      | 1      | 6     |
| 3     | Espanya         | 2  | 1      | 1      | 4     |
| 4     | Estats Units    | 1  | 1      | 3      | 4     |
| 5     | Alemanya        | 1  | 1      | 1      | 3     |
| 6     | Suïssa          | 1  | 0      | 3      | 4     |
| 7     | Països Baixos   | 1  | 0      | 0      | 1     |
| 7     | Argentina       | 1  | 0      | 0      | 1     |
| 7     | Letònia         | 1  | 0      | 0      | 1     |
| 10    | Suècia          | 0  | 2      | 0      | 2     |
| 11    | Nova Zelanda    | 0  | 1      | 1      | 2     |
| 12    | Dinamarca       | 0  | 1      | 0      | 1     |
| 12    | Cuba            | 0  | 1      | 0      | 1     |
| 12    | Austràlia       | 0  | 1      | 0      | 1     |
| 12    | Polònia         | 0  | 1      | 0      | 1     |
| 16    | Rússia          | 0  | 0      | 2      | 2     |
| 17    | Itàlia          | 0  | 0      | 1      | 1     |
| 17    | Japó            | 0  | 0      | 1      | 1     |
| 17    | Ucraïna         | 0  | 0      | 1      | 1     |
| 17    | R.P. de la Xina | 0  | 0      | 1      | 1     |
| Total | Total           | 18 | 18     | 18     | 54    |

## Calendari de competició
Tots els horaris estan en l'hora local de Pequín (UTC+8)
| Inici | Final | Prova                  |
| ----- | ----- | ---------------------- |
| 11:00 | 17:30 | Ciclisme en ruta homes |

| Inici | Final | Prova                  |
| ----- | ----- | ---------------------- |
| 14:00 | 17:30 | Ciclisme en ruta dones |

| Inici | Final | Prova                        |
| ----- | ----- | ---------------------------- |
| 11:30 | 13:05 | Contrarellotge en ruta dones |
| 13:30 | 17:10 | Contrarellotge en ruta homes |

| Inici | Final | Prova                             | Fase          |
| ----- | ----- | --------------------------------- | ------------- |
| 16:30 | 16:55 | Sprint per equips homes           | Classificació |
| 16:55 | 17:45 | 4000m persecució individual homes | Classificació |
| 17:45 | 18:00 | Sprint per equips homes           | 1a ronda      |
| 18:00 | 18:40 | 3000m persecució individual dones | Classificació |
| 18:40 | 18:50 | Sprint per equips homes           | Final         |

| Inici | Final | Prova                             | Fase                          |
| ----- | ----- | --------------------------------- | ----------------------------- |
| 16:30 | 16:50 | 4000m persecució individual homes | 1a ronda                      |
| 16:50 | 17:05 | Keirin homes                      | 1a ronda                      |
| 17:05 | 17:25 | 3000m persecució individual dones | 1a ronda                      |
| 17:25 | 17:40 | Keirin homes                      | Repesca                       |
| 17:40 | 18:30 | Carrera per punts 40 km homes     | Carrera per punts 40 km homes |
| 18:30 | 18:40 | Keirin homes                      | 1a ronda                      |
| 18:50 | 19:05 | 4000m persecució individual homes | Final                         |
| 19:15 | 19:25 | Keirin homes                      | Final                         |

| Sessió | Inici | Final | Prova                             | Fase          |
| ------ | ----- | ----- | --------------------------------- | ------------- |
| Matí   | 10:00 | 11:05 | 4000m persecució per equips homes | Classificació |
| Matí   | 11:05 | 11:20 | Sprint dones                      | Classificació |
| Matí   | 11:20 | 11:45 | Sprint homes                      | Classificació |
| Tarda  | 16:30 | 17:05 | Sprint homes                      | 1/16 Final    |
| Tarda  | 17:05 | 17:15 | 3000m persecució individual dones | Final         |
| Tarda  | 17:15 | 17:35 | Sprint dones                      | 1/8 Final     |
| Tarda  | 17:35 | 17:55 | Sprint homes                      | 1/8 Final     |
| Tarda  | 18:05 | 18:10 | Sprint dones                      | Repesca       |
| Tarda  | 18:10 | 18:15 | Sprint homes                      | Repesca       |
| Tarda  | 18:15 | 18:45 | 4000m persecució per equips homes | 1a ronda      |

| Inici | Final | Prova                             | Fase                          |
| ----- | ----- | --------------------------------- | ----------------------------- |
| 16:30 | 17:05 | Carrera per punts 25 km dones     | Carrera per punts 25 km dones |
| 17:05 | 17:20 | Sprint dones                      | Quarts de final 1             |
| 17:20 | 17:35 | Sprint homes                      | Quarts de final 1             |
| 17:45 | 18:00 | Sprint dones                      | Quarts de final 2             |
| 18:00 | 18:15 | Sprint homes                      | Quarts de final 2             |
| 18:15 | 18:30 | 4000m persecució per equips homes | Final                         |
| 18:30 | 18:40 | Sprint dones                      | Quarts de final 3             |
| 18:40 | 18:50 | Sprint homes                      | Quarts de final 3             |

| Inici | Final | Prova               | Fase                |
| ----- | ----- | ------------------- | ------------------- |
| 16:30 | 16:40 | Sprint dones        | Semifinal 1         |
| 16:40 | 16:50 | Sprint homes        | Semifinal 1         |
| 16:50 | 16:55 | Sprint homes        | 9 a 12 posició      |
| 16:55 | 17:05 | Sprint dones        | Semifinal 2         |
| 17:05 | 17:15 | Sprint homes        | Semifinal 2         |
| 17:15 | 17:20 | Sprint dones        | 9 a 12 posició      |
| 17:20 | 17:25 | Sprint dones        | Semifinal 3         |
| 17:25 | 17:30 | Sprint homes        | Semifinal 3         |
| 17:30 | 18:25 | Madison 50 km homes | Madison 50 km homes |
| 18:25 | 18:35 | Sprint dones        | Final 1             |
| 18:35 | 18:45 | Sprint homes        | Final 1             |
| 18:45 | 18:50 | Sprint dones        | 5 a 8 posició       |
| 18:50 | 18:55 | Sprint homes        | 5 a 8 posició       |
| 18:55 | 19:05 | Sprint dones        | Final 2             |
| 19:05 | 19:15 | Sprint homes        | Final 2             |
| 19:25 | 19:30 | Sprint dones        | Final 3             |
| 19:30 | 19:35 | Sprint homes        | Final 3             |

| Inici | Final | Prova     | Fase                            |
| ----- | ----- | --------- | ------------------------------- |
| 8:00  | 8:45  | BMX homes | Classificatori contrarellotge 1 |
| 8:45  | 9:15  | BMX dones | Classificatori contrarellotge 1 |
| 9:15  | 10:00 | BMX homes | Classificatori contrarellotge 2 |
| 10:00 | 10:30 | BMX dones | Classificatori contrarellotge 2 |
| 10:40 | 11:00 | BMX homes | Quarts de final 1               |
| 11:05 | 11:20 | BMX homes | Quarts de final 2               |

| Inici | Final | Prova     | Fase              |
| ----- | ----- | --------- | ----------------- |
| 8:15  | 8:30  | BMX homes | Quarts de final 3 |
| 8:45  | 8:53  | BMX dones | Semifinal 1       |
| 8:53  | 9:00  | BMX homes | Semifinal 1       |
| 9:15  | 9:23  | BMX dones | Semifinal 2       |
| 9:23  | 9:31  | BMX homes | Semifinal 2       |
| 9:45  | 9:53  | BMX dones | Semifinal 3       |
| 9:53  | 10:01 | BMX homes | Semifinal 3       |
| 10:15 | 10:20 | BMX dones | Final             |
| 10:25 | 10:30 | BMX homes | Final             |

| Inici | Final | Prova               |
| ----- | ----- | ------------------- |
| 15:00 | 17:15 | Mountain Bike dones |

| Inici | Final | Prova               |
| ----- | ----- | ------------------- |
| 15:00 | 17:45 | Mountain Bike homes |